# دهه ۲۵۰ (پیش از میلاد)
دهه ۲۵۰ (پیش از میلاد) ۲۵مین دهه قبل از مبدا شروع تقویم میلادی است.